# Phytomyza biseta
Phytomyza biseta este o specie de muște din genul Phytomyza, familia Agromyzidae, descrisă de Erich Martin Hering în anul 1954.
Este endemică în Germania. Conform Catalogue of Life specia Phytomyza biseta nu are subspecii cunoscute.